# HŠK Zagorac Zagreb
Hrvatski športski klub Zagorac Zagreb bio je hrvatski sportski klub iz Zagreba. 
Imao je sekciju za atletiku, mačevanje, nogomet, zimski sport i druge sportove. Osnovan je u rujnu 1922. pod nazivom Hrvatski športski klub Sokol. Osnovali su ga pripadnici Hrvatskog sokola: Ivan Dugan, Fran Jerneić, Josip Mance,  Branko Singer, Dragutin Smolčić, Miroslav Smuđ, Ivan Široki i Vladislav Turković.
Klub su vodili Franjo Cajhen i Josip Mance, a kasnije poznati reprezentativac Artur Dubravčić. 
Klupska adresa 1925. bila je Berislavićeva ulica 16, zapadno od Zrinjevca. Klupske boje 1932. bile su bijela i zelena.

## Povijest kluba
HŠK Sokol je 1931. godine morao mijenjati naziv te se ujedinio s HŠK Zrinjskim (osnovan 1925.). Tako ujedinjeni klub naziva HŠK Zrinjski 1933. godine mijenja naziv u HŠK Zagorac. U ljeto 1940. godine spaja se s NK Vilom Velebita u klub naziva Prvi Sportski Klub Hrvatskog Radničkog Saveza Zagorac. Potom mijenja naziv u Hrvatski Športski Klub Hrvatskog Radničkog Saveza Zagorac. Ljeti 1941. godine spaja se s Obnovom, te vraća naziv HŠK Zagorac. 1945. godine nosi naziv Zrinski. Raspušten je 6. lipnja 1945. godine odlukom Ministra narodnog zdravlja Federalne Države Hrvatske. Obnovljen je tijekom 1950-ih.

## Natjecanje i uspjesi
Klub je prvi puta zaigrao u 1. razredu Zagrebačkog nogometnog podsaveza u sezoni 1929./30. Prvorazredni klub ZNP-a bio je nekoliko sezona (1929./30., 1930./31., 1931./32. (1. B), 1943./44., 1945.). Posljednju utakmicu prije raspuštanja odigrao je u Prvenstvu Zagrebačkog nogometnog dosaveza 28. travnja 1945. godine protiv Redarstva (2:2).

## Poznati igrači
- Zvonko Strnad[4]
- Josip Drago Horvat[5]